# Éric Laurrent
Ne doit pas être confondu avec Éric Laurent.
Éric Laurrent, né en 1966 à Clermont-Ferrand, est un romancier français.

## Biographie
Éric Laurrent vit à Paris.

## Analyse de l'œuvre
Son œuvre, entamée en 1995 avec Coup de foudre, se distingue d'autres œuvres de la génération postmoderne par un style que l'on pourrait qualifier de maniériste ou de baroque. Comme d'autres auteurs postmodernes, Éric Laurrent pratique abondamment l'intertextualité, utilisant chacun de ses romans non comme une réécriture d'une œuvre classique, mais bien davantage comme un hommage burlesque au patrimoine littéraire mondial. Ainsi, par exemple, le cocasse roman d'espionnage Les Atomiques, son deuxième roman (1996), joue sur une relecture de la Divine Comédie de Dante. L'intertextualité peut, dans certains cas, relever davantage de l'intermédialité voire de l'interdiscursivité, comme dans le cas de son premier roman, construit autour de la présence en creux du tableau La Naissance de Vénus (Botticelli) de Botticelli.

## Œuvres
- Coup de foudre, roman (Minuit, 1995) – Prix Fénéon
- Les Atomiques, roman (Minuit, 1996)
- Liquider, roman (Minuit, 1997)
- Remue-ménage, roman (Minuit, 1999)
- Dehors, roman (Minuit, 2000)
- Ne pas toucher, roman (Minuit, 2002)
- À la fin, roman (Minuit, 2004)
- Clara Stern, roman (Minuit, 2005)
- Renaissance italienne, roman (Minuit, 2008)
- Les Découvertes, roman (Minuit, 2011) – Prix Wepler[3]
- Berceau, récit (Minuit, 2014)
- Un beau début, roman (Minuit, 2016) – Prix Alexandre-Vialatte[4]
- Une fille de rêve, roman (Flammarion, 2020)
- À l'œuvre, roman biographique, (J'ai lu, 2025)